# مجله پزشکی دانشگاه تهران
مجله پزشکی دانشگاه تهران نخستین مجله پزشکی‌ای است که توسط بخش علوم پزشکی دانشگاه تهران منتشر شد.
مدیر مسئول این مجله سید حسن امامی رضوی و سردبیر آن نادره بهتاش است.